# 刺蒴麻针壳炱
刺蒴麻针壳炱（学名：Irenopsis triumfettae）是属于小煤炱目小煤炱科针壳炱属的一种真菌，寄生在梧桐科植物上。该种分布于中国、巴拿马、牙买加、印度尼西亚、波多黎各等地。

## 变种
刺蒴麻针壳炱范氏变种（学名：Irenopsis triumfettae var. vanderystii）是属于小煤炱目小煤炱科针壳炱属的一种真菌，寄生在刺蒴麻属植物上。该种分布于中国、加纳、刚果、菲律宾、塞拉利昂等地。